# Kjell Plantin
Kjell Åke Plantin, född 3 december 1943 i Kristianstad, är en svensk pensionerad officer i Armén.

## Biografi
Plantin blev 1971 fänrik i Armén. År 1973 befordrades han till löjtnant, 1974 till kapten, 1982 till major, 1987 till överstelöjtnant, 1994 till överste och 1995 till överste av första graden.
Plantin inledde sin militära karriär vid Smålands artilleriregemente. Åren 1986–1987 var han enhetschef vid Arméstaben. Åren 1987–1991 var han avdelningschef vid Arméstaben. Åren 1991–1992 var han chef för Gotlands artilleriregemente. Åren 1993–1994 var han tillförordnad chef för Wendes artilleriregemente. Åren 1994–1995 var han regementschef för Wendes artilleriregemente. Åren 1995–1997 tjänstgjorde han som sektionschef vid Högkvarteret. Åren 1998–2000 var han regementschef för Skånska dragonregementet och försvarsområdesbefälhavare för Skånes försvarsområde.